# Zakazane piosenki (album Pawła Kukiza)
Zakazane piosenki – album polskiego piosenkarza rockowego Pawła Kukiza. Wydawnictwo ukazało się 4 listopada 2014 roku nakładem wytwórni muzycznej Sony Music Entertainment Poland. 
Utwór „Rozmowy u Sowy” dotyczy afery podsłuchowej w Polsce z 2014–2015.
Płyta dotarła do 14. miejsca polskiej listy przebojów (OLiS). Pochodząca z albumu piosenka „Samokrytyka (dla Michnika)” dotarła do 1. miejsca listy TurboTop emitowanej na antenie stacji radiowej Antyradio. 12 grudnia 2014 roku singiel zajął również 20 miejsce na Liście przebojów Programu 3 Polskiego Radia.
Była to ostatnia płyta Pawła Kukiza wydana przez wytwórnię Sony Music Entertainment Poland, która zerwała kontrakt z muzykiem w związku z jego zaangażowaniem w działalność polityczną.

## Lista utworów
Źródło.
1. „Dnia czwartego czerwca” – 2:39
2. „Nastolatek, czyli dejavu” – 2:21
3. „Kundelek Antka Policmajstra” – 3:26
4. „KGMO” – 3:40
5. „Wasz Wódz” – 2:35
6. „Lolo Brukselka” – 2:46
7. „Samokrytyka (dla Michnika)” – 4:26
8. „Rozmowy u Sowy” – 2:21
9. „Trzeba to zagłuszyć” – 2:32
10. „JOW!” – 2:15
11. „Moja ściana” – 2:54
12. „Siekiera-motyka” – 0:30

## Twórcy
- Paweł Kukiz – śpiew
- Wojciech „Amor” Cieślak – gitara
- Krzysztof „Alladyn” Imiołczyk – instrumenty klawiszowe
- Jacek Kasprzyk – gitara
- Grzegorz „Zioło” Zioła – gitara basowa
- Łukasz „Misiek” Łabuś – perkusja